# Melampitta lugubris
Melampitta lugubris là một loài chim trong họ Paradisaeidae.